# Campionato Internazionale 1936-1937
La stagione 1936-1937 è stato il ventisettesimo e ultimo Campionato Internazionale, e ha visto campione l'Hockey Club Davos.

## Gruppi

### Gruppo Est

#### Classifica
| Posizione | Squadra    | G | V | N | P | GF | GF | DR | Punti | Osservazioni            |
| --------- | ---------- | - | - | - | - | -- | -- | -- | ----- | ----------------------- |
| 1.        | Davos      | 2 | 2 | 0 | 0 |    |    |    | 4     | Qualificato alla finale |
| 2.        | St. Moritz | 2 | 0 | 0 | 2 |    |    |    | 0     |                         |

### Gruppo Centrale

#### Classifica
| Posizione | Squadra                 | G | V | N | P | GF | GF | DR | Punti | Osservazioni            |
| --------- | ----------------------- | - | - | - | - | -- | -- | -- | ----- | ----------------------- |
| 1.        | Zürcher SC              | 4 | 4 | 0 | 0 |    |    |    | 8     | Qualificato alla finale |
| 2.        | Grasshopper Zürich      | 4 | 1 | 1 | 2 |    |    |    | 3     |                         |
| 3.        | Akademischer EHC Zürich | 4 | 0 | 1 | 3 |    |    |    | 1     |                         |

### Gruppo Ovest

#### Classifica
| Posizione | Squadra      | G | V | N | P | GF | GF | DR | Punti | Osservazioni            |
| --------- | ------------ | - | - | - | - | -- | -- | -- | ----- | ----------------------- |
| 1.        | Berna        | 4 | 3 | 0 | 1 |    |    |    | 6     | Qualificato alla finale |
| 2.        | NEHC Basel   | 4 | 3 | 0 | 1 |    |    |    | 6     |                         |
| 3.        | Château-d'Œx | 4 | 0 | 0 | 4 |    |    |    | 0     |                         |

## Finale

### Classifica
| Posizione | Squadra    | G | V | N | P | GF | GF | DR | Punti | Osservazioni      |
| --------- | ---------- | - | - | - | - | -- | -- | -- | ----- | ----------------- |
| 1.        | Davos      | 2 | 2 | 0 | 0 |    |    |    | 4     | Campione Svizzero |
| 2.        | Zürcher SC | 2 | 1 | 0 | 1 |    |    |    | 2     |                   |
| 3.        | Berna      | 2 | 0 | 0 | 2 |    |    |    | 0     |                   |

## Verdetti
| Campionato Internazionale 1936-1937 | Campionato Internazionale 1936-1937 |
| ----------------------------------- | ----------------------------------- |
| Campionato Internazionale           | Davos                               |

### Roster della squadra vincitrice
| Vincitori del Campionato Internazionale HC Davos | Portieri: Difensori: Albert Geromini Attaccanti: Ferdinand Cattini, Hans Cattini, Bibi Torriani Allenatore: Alternatamente: Ferdinand Cattini/Hans Cattini/Bibi Torriani |